# Gare de Charleville-Mézières
Gare de Charleville-Mézières vasútállomás Franciaországban, Charleville-Mézières településen.

## Vasútvonalak
Az állomást az alábbi vasútvonalak érintik:
- Soissons-Givet-vasútvonal
- Charleville-Mézières-Hirson-vasútvonal

## Kapcsolódó állomások
A vasútállomáshoz az alábbi állomások vannak a legközelebb:
- Gare de Rethel
- Gare de Nouzonville
- Gare de Mohon
- Gare d’Hirson
- Gare de Poix-Terron